# M. J. Trow
Meirion James Trow (* 1949 in Ferndale im Rhondda Valley, South Wales) ist ein britischer Schriftsteller, der unter dem Kürzel M. J. Trow veröffentlicht.

## Leben
Trow besuchte von 1961 bis 1968 die Warwick School, nachdem seine Eltern wegen der schlechten Gesundheit ihres Sohnes mehrmals umgezogen waren. Im Jahre 1968 ging er an das Londoner King’s College, um Geschichte zu studieren. Nach seinem Abschluss besuchte er für ein Jahr das Jesus College in Cambridge. Trow heiratete 1973 und zog 1976 mit seiner Frau nach Havenstreet auf die Isle of Wight, wo er viele Jahre als Lehrer für Geschichte und Politik an der Ryde High School arbeitete. Seine Tätigkeit als Schriftsteller begann 1985 mit der Veröffentlichung des Romans „The Adventures of Inspector Lestrade“. Seither hat Trow weit mehr als 30 Bücher veröffentlicht, von denen jedoch bisher nur neun Romane aus der Reihe um Inspektor Lestrade auf Deutsch erschienen.

## Werke (Auswahl)
- Lestrade und die Struwwelpeter-Morde, 1990 (The Adventures of Inspector Lestrade, 1985), spielt im Jahr 1891
- Lestrade und der tasmanische Wolf, 1990 (Brigade. Further Adventures of Inspector Lestrade, 1986), spielt im Jahr 1894
- Lestrade und der Sarg von Sherlock Holmes, 1991 (Lestrade and the Hallowed House, 1987), spielt im Jahr 1901
- Lestrade und die Reize der Mata Hari, 1992 (Lestrade and the Leviathan, 1987), spielt im Jahr 1910
- Lestrade und das Einmaleins des Todes, 1992 (Lestrade and the Brother of Death, 1988), spielt im Jahr 1912
- Lestrade und Jack the Ripper, 1994 (Lestrade and the Ripper, 1988), spielt im Jahr 1888
- Lestrade und die Spiele des Todes, 1996 (Lestrade and the Deadly Game, 1990), spielt im Jahr 1908
- Lestrade und das Rätsel des Skarabäus, 1996 (Lestrade and the Guardian Angel, 1990), spielt im Jahr 1897
- Lestrade und der Schlossgeist von Balmoral, 1997 (Lestrade and the Gift of the Prince, 1991), spielt im Jahr 1903
- Die weiße Lady – Ein Fall für Inspektor Lestrade. dp Digital Publishers, Stuttgart 2018 (E-Book Ausgabe)
- Die Morde von Cornwall – Ein Fall für Inspektor Lestrade. dp Digital Publishers, Stuttgart 2018 (E-Book Ausgabe)
- Der Sarg von Sherlock Holmes – Ein Fall für Inspektor Lestrade. dp Digital Publishers, Stuttgart 2018 (E-Book Ausgabe)
- Der Tod von Dr. Watson. dp Digital Publishers, Stuttgart 2018 (E-Book Ausgabe)